# Hrazany
Hrazany (deutsch Hrazan, 1939–1945 Groß Hrasau) ist eine Gemeinde in Tschechien. Sie liegt neun Kilometer nördlich von Milevsko und gehört zum Okres Písek.

## Geographie
Hrazany befindet sich linksseitig über dem Tal des Baches Brzina auf einer Anhöhe im Norden der zum Mittelböhmischen Hügelland gehörigen Votická pahorkatina. Am nordwestlichen Ortsausgang liegt die Quelle des Hrazanský potok, gegen Westen das Tal des Hrejkovický potok. Nördlich erhebt sich die Březina (576 m), im Nordosten die Spálenka (653 m), östlich der U Lesíka (598 m), im Süden der Hrb (566 m) und nordwestlich die Horychová (582 m). Östlich des Dorfes verläuft die Staatsstraße II/105 zwischen Milevsko und Petrovice.
Nachbarorte sind Dobrá Voda und Mašov im Norden, Porešín und Ratibořec im Nordosten, Šumava und Ratiboř im Osten, Branišovice, Hněvanice, Roudnice und Kozín im Südosten, Hrazánky im Süden, Dobrošov, Budař, Kovářov und Peštův Mlýn im Südwesten, Vepice im Westen sowie Korňouz, V Struhách, Březí, Řenkov und Vladyčín im Nordwesten.

## Geschichte
Archäologische Funde belegen eine frühzeitliche Besiedlung des Gemeindegebietes, bei Roudnice wurde ein Brandgräberfeld aufgefunden.
Die erste urkundliche Erwähnung von Hrazany erfolgte am 6. Juni 1373 anlässlich eines Grenzstreites zwischen den Vladiken Jaroslav von Vepice und dem Prämonstratenserkloster Mühlhausen, infolgedessen zwischen Nynkov und der Vysoká hora eine Grenzfestlegung durch Steinhaufen vorgenommen wurde. Das Kloster wurde am 23. April 1420 von den Hussiten zerstört. Danach schlug der Klingenberger Burggraf Jan Hájek von Hodětín die verwaisten Klostergüter, darunter auch Hrazany und Hrazánky, der königlichen Herrschaft Klingenberg zu. Die Herkunft des Ortsnamens ist strittig; gegen die Herleitung von hráz (Damm) spricht die Höhenlage des Ortes. Die Deutungen gehen dabei einerseits von der prädestinierten Lage des Dorfes auf einem natürlichen Damm zwischen den Tälern des Hrejkovický potok und der Brzina aus; andererseits wird der Ortsname mit dem Geschlecht Herzan von Harras in Verbindung gebracht, da sich in Milevsko die Grablege von Dorothea Herzan von Harras befindet. Nachdem im Jahre 1430 Hussiten die Burg Klingenberg belagerten, verpfändete König Sigismund die Herrschaft 1431 an Ulrich II. von Rosenberg, weil er befürchtete, dass sein Burggraf Kunata Kapléř recht bald zu den Aufständischen überlaufen würde. Heinrich V. von Rosenberg, der die überschuldete Herrschaft 1472 übernommen hatte, verkaufte am 28. September 1473 ein Viertel der Besitzungen des Hauses Rosenberg, darunter auch das Klingenberger Pfand, seinem Vetter Bohuslav V. von Schwanberg. Ab 1488 unterstand Hrazany der niederen Gerichtsbarkeit des Richters in Níkovice. Seit 1562 ist in Hrazany ein Richter nachweisbar. Am 14. September 1575 verkaufte Kaiser Sigismund die Herrschaften Klingenberg und Worlik erblich an Christoph von Schwanberg, dabei wurden neben anderen Dörfern auch Hrazany, Hrazánky, Kojetín und Dobrošov aufgeführt. Georg von Schwanberg schlug 1579 seinen Anteil an Klingenberg der Herrschaft Worlik zu. Bei einer weiteren Erbteilung der Schwanberger fiel Hrazany zusammen mit Pechova Lhota, Klisín, Dobrošov, Hrazánky, Mašov und Kovářov 1584 an Johann Georg von Schwanberg auf Worlik. Im Jahre 1617 wurde das herrschaftliche Amt Kovářov geteilt und in Hrazany ein weiteres Amt eingerichtet. Dem Richter in Hrazany unterstanden somit die Dörfer Hrazany, Dobrošov, Klisinec, Mašov, Kojetín und Klisín. Nach der Schlacht am Weißen Berg wurde der Nachlass des Peter von Schwanberg konfisziert und 1621 die Eggenberger Besitzer der Herrschaft Worlik. In der berní rula von 1654 wurde Hrazany als verarmtes Dorf aufgeführt. Nachdem 1717 die Eggenberger im Mannesstamme erloschen, erbte das Haus Schwarzenberg deren Besitzungen. Im Jahre 1837 bestand Hrazan aus 16 Häusern mit 136 Einwohnern. Pfarr- und Schulort war Petrowitz. Bis zur Mitte des 19. Jahrhunderts blieb Hrazan der Fideikommissherrschaft Worlik samt den Allodialgütern Zalužan, Zbenitz und Bukowan untertänig.
Nach der Aufhebung der Patrimonialherrschaften bildete Hrazany/Hrazana ab 1850 mit den Ortsteilen Dobrošov, Hrazánky, Kojetín und Mašov eine Gemeinde in der Bezirkshauptmannschaft Písek und dem Gerichtsbezirk Milevsko. Im Jahre 1884 beschloss die Gemeinde Hrazany den Bau einer eigenen Schule. Nachdem die Baugenehmigung dafür versehentlich für Hrazánky erteilt worden war, brach in der Gemeinde ein Streit um den Schulstandort aus. Daraufhin wurde die Baugenehmigung widerrufen. 1889 errichteten die Bewohner von Hrazánky in Eigeninitiative ein Schulhaus und wollten darin eine Filiale der Petrovicer Schule einrichten. Der Schulunterricht in Hrazánky wurde schließlich im Jahre 1900 aufgenommen. Die Freiwillige Feuerwehr gründete sich 1910. Zwischen 1912 und 1914 erfolgte der Bau der Straße zwischen Hrazany und Vepice. Ab 1919 gehörte die Gemeinde zum Okres Milevsko. 1923 erklärte der Bürgermeister von Hrazany, Jan Jiří Krejčí, die Schule in Hrazánky zur eigenständigen einklassigen Dorfschule der Gemeinde. Im Jahre 1930 lebten in den 24 Häusern von Hrazany 140 Personen. Zwischen 1930 und 1932 wurde die Straße nach Milevsko angelegt. Kojetín und Mašov lösten sich 1954 los und bildeten zusammen mit Porešín die Gemeinde Kojetín. Im Zuge der Aufhebung des Okres Milevsko wurde Hrazany Ende 1960 dem Okres Písek zugeordnet. 1964 wurde Klisinec eingemeindet.
Beim Zensus von 1991 hatte das Dorf Hrazany 85 Einwohner. Seit 1998 führt die Gemeinde ein Wappen und Banner. Im Jahr 2001 wurden im Ortsteil Hrazany 32 Wohnhäuser und 80 Personen gezählt.

## Gemeindegliederung
Die Gemeinde Hrazany besteht aus den Ortsteilen Dobrošov (Dobroschau), Hrazany (Hrazan, auch Groß Hrasau), Hrazánky (Klein Hrasau) und Klisinec (Klisinetz).

## Sehenswürdigkeiten
- Kapelle zum Heiligen Geist im Hrazany, erbaut 1926 auf Veranlassung des Bürgermeisters Jan Jiří Krejčí anstelle eines Glockenturmes, die Segnung nahm der Strahover Abt Metoděj Jan Zavoral vor. Das 1729 geschaffene Altarbild der hl. Dreifaltigkeit stammt aus der Kapelle von Libeň, die Orgel wurde von der Prager Musikschule gekauft.
- Naturdenkmal Kněz u Hrazan, die Felsformation ist Teil des Steinernen Meeres, einer eiszeitlichen Ablagerung von Granitblöcken am nördlichen Ortsrand von Hrazany
- Zwei steinerne Sühnekreuze bei Hrazany; das bei Ratiboř zählt mit einer Höhe von einem Meter zu den größten in Südböhmen, der Legende nach starben an der Stelle ein Soldat und ein Schneider wegen eines Mädchens. Das andere befindet sich bei Kojetín und soll an den Tod eines herrschaftlichen Schreiners aus Petrovice erinnern.
- Gezimmerte Chaluppen
- Zahlreiche Wegkreuze
- Kapelle des hl. Johannes von Nepomuk in Hrazánky, errichtet im 19. Jahrhundert
- Kapelle des hl. Wenzel in Dobrošov, erbaut 1932
- Kapelle Herz Jesu in Klisinec, errichtet 1939

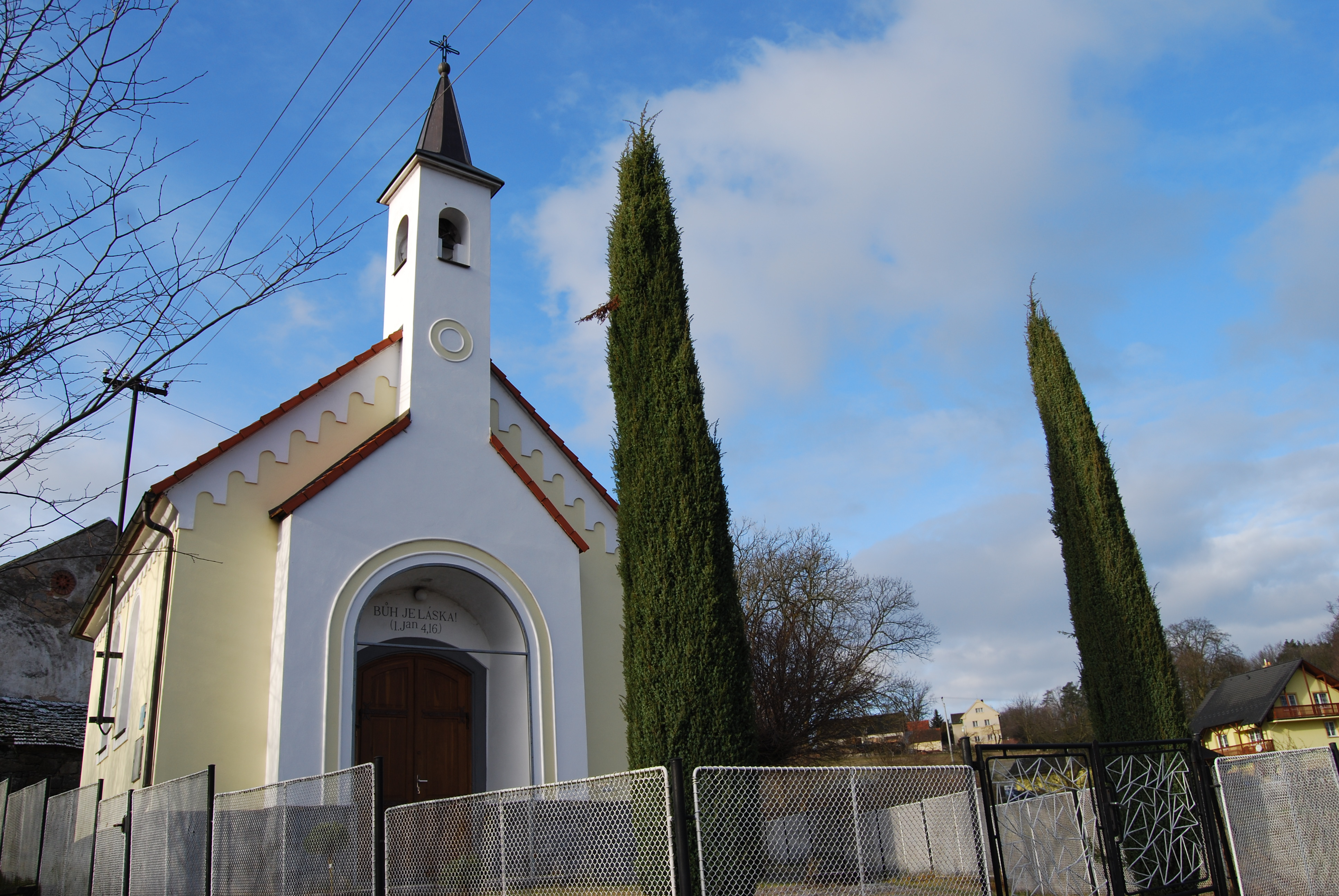
Kapelle zum Heigen Geist
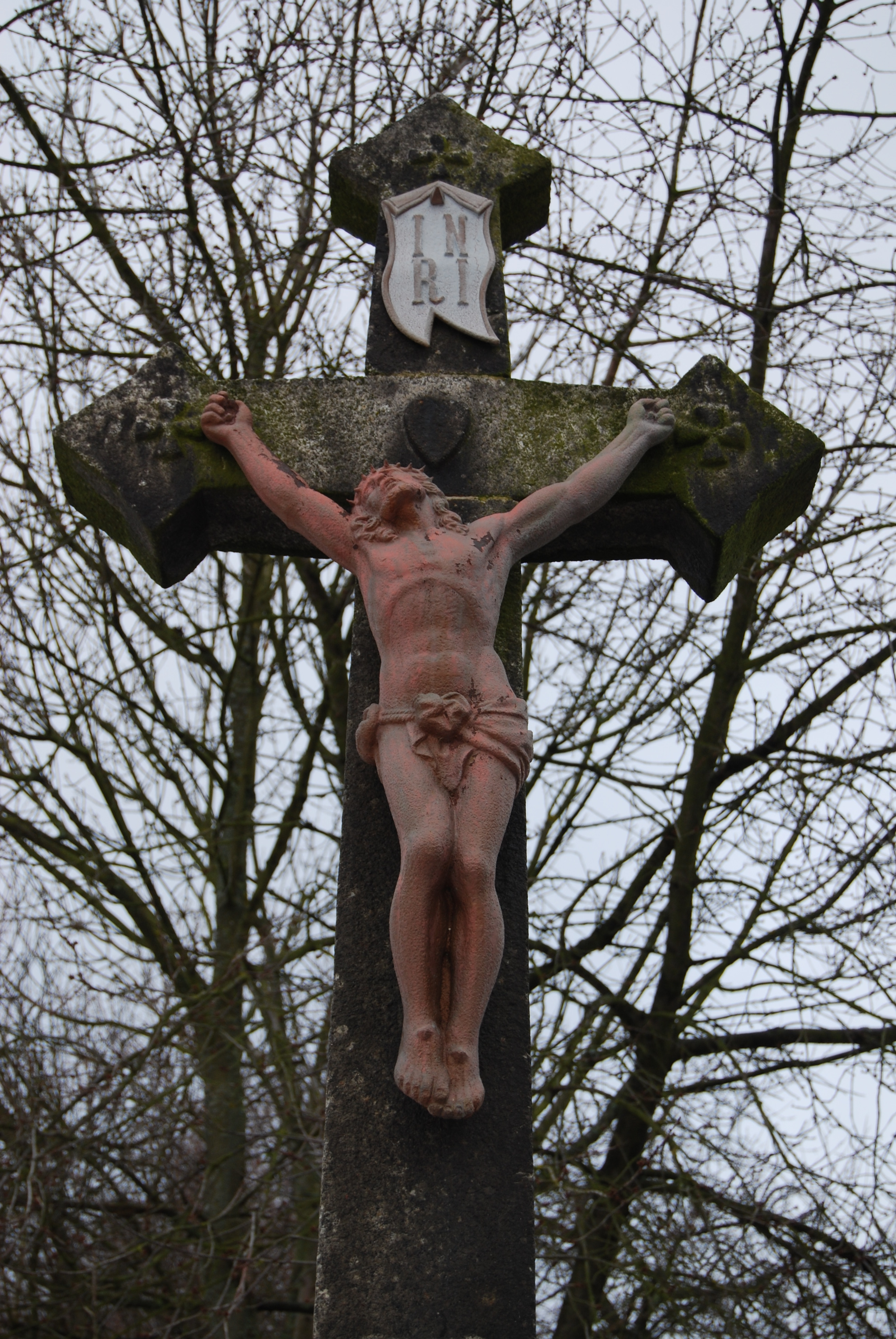
Krejčov-Kreuz
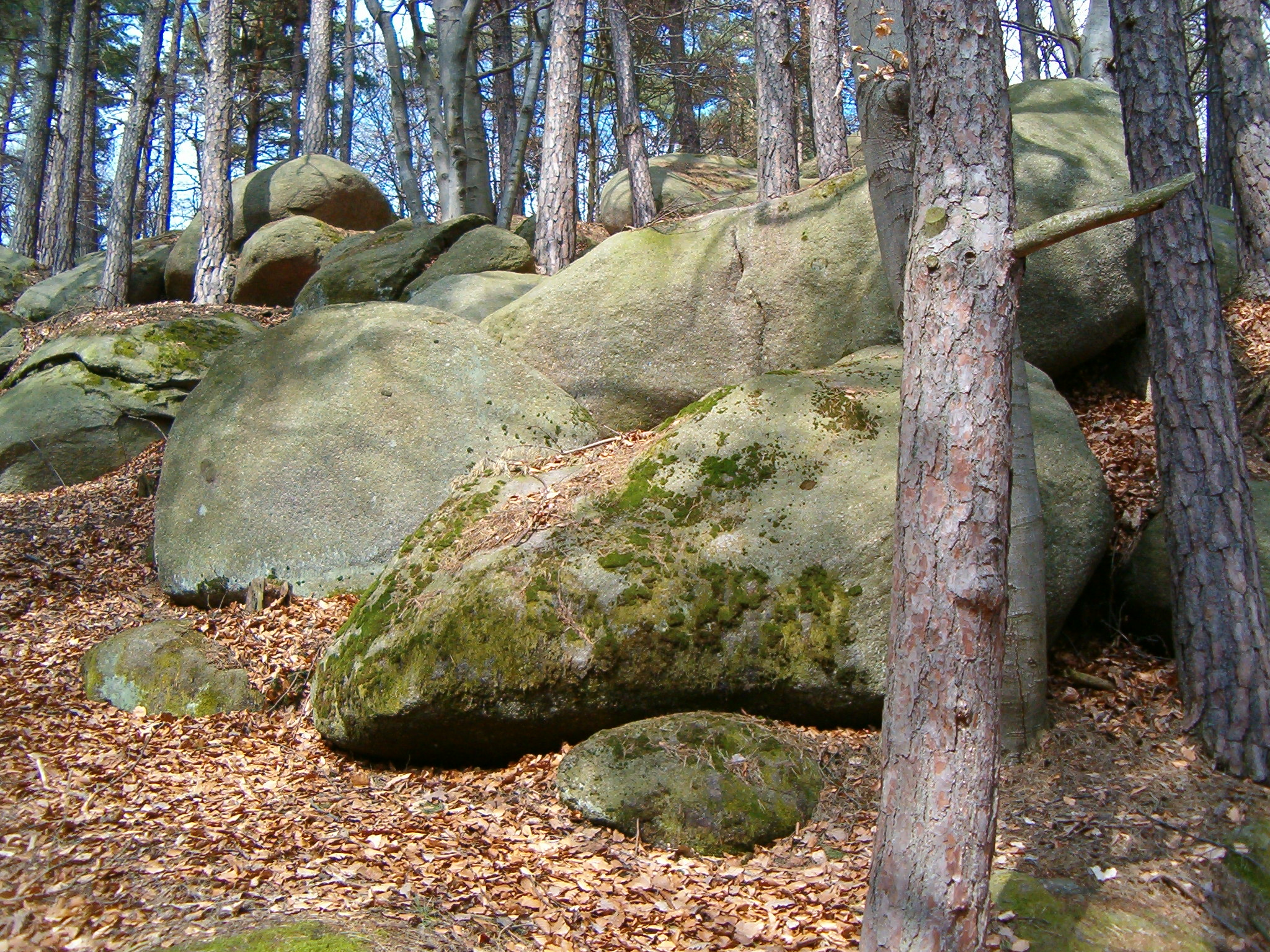
Steinernes Meer bei Hrazany

## Söhne und Töchter der Gemeinde
- Jan Jiří Krejčí (1883–1952), tschechoslowakischer Politiker und Senator der Nationalversammlung
- Václav Barda (1885–1926), Bildhauer und Direktor der Steinmetzschulen in Brač und Korčula, geboren in Hrazánky
- Jaroslav Barda (1892–1943), Bildhauer, geboren in Hrazánky, sein bekanntestes Werk ist das 1913 zusammen mit seinem Bruder Václav geschaffene Tolstoi-Denkmal in Selca